# Parc du bizut
Le parc du bizut (finnois : Fuksinpuisto) est un parc floral situé dans le quartier de Kotkansaari de Kotka en Finlande.

## Description
Le parc est réputé pour ses fleurs et arbustes en particulier pour ses rhododendrons.
Fuksinpuisto sert à l'université d'Helsinki de  zone de plantation expérimentale d'azalées. 
De nombreuses espèces vivaces poussent dans le parc comme les iris, les geraniums, hémérocalles, pivoines, hostas, ligularias et clématites.

## Galerie

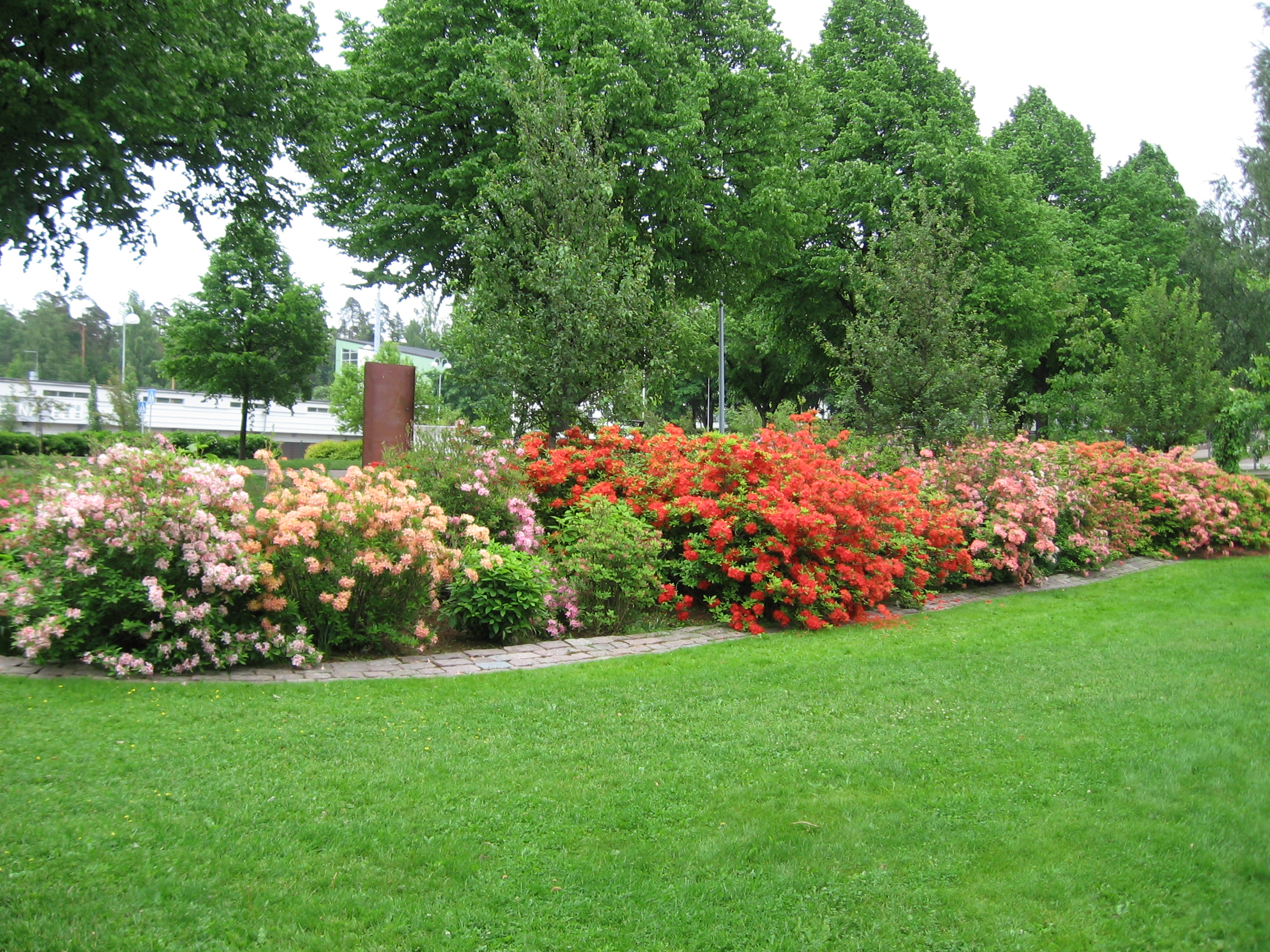
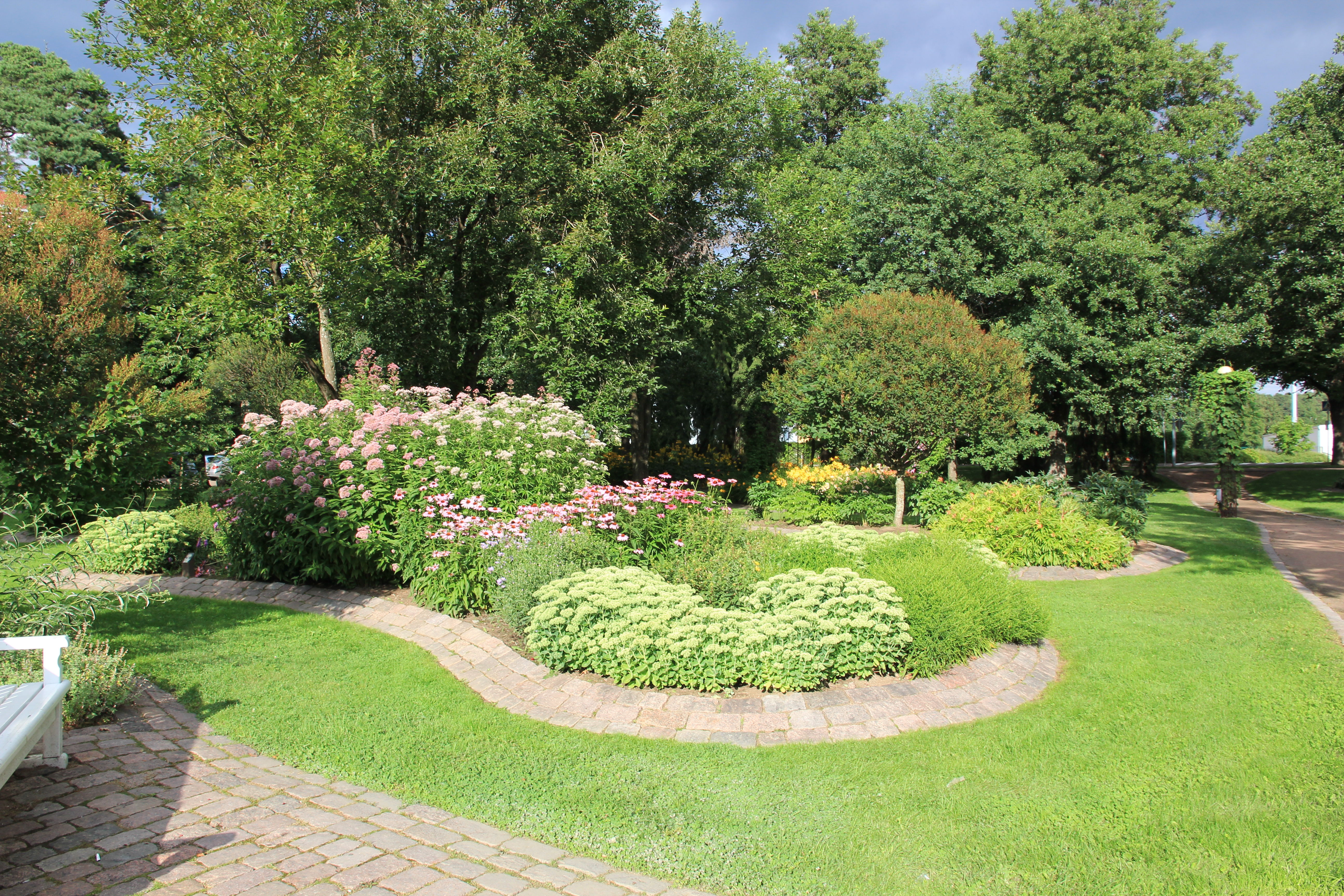